# Sittelle de Sibérie
Vous lisez un « article de qualité » labellisé en 2014.
Sitta arctica
Espèce
Synonymes
- Sitta europaea arctica Buturlin, 1907
- Arctositta arctica (Buturlin, 1907)

Statut de conservation UICN

 LC  : Préoccupation mineure
La Sittelle de Sibérie (Sitta arctica) est une espèce d'oiseaux de la famille des Sittidae. Longtemps considérée comme sous-espèce de la Sittelle torchepot (S. europaea), elle en a été clairement différenciée en 2006, sur la base de caractères morphologiques et moléculaires. Elle est en moyenne plus grande que Sitta europaea et s'en distingue également par quelques traits morphologiques comme la forme de son bec, la taille de ses griffes et la couleur de ses couvertures sous-alaires et de ses rectrices externes. Son chant a aussi été décrit comme « différant nettement » de celui de la torchepot, sans plus de précision.
La Sittelle de Sibérie vit dans le nord-ouest de la Sibérie, ne dépassant guère, à l'ouest, le 105e méridien est et peuplant les forêts au nord-est du lac Baïkal, jusqu'à proximité de la mer de Béring et de celle d'Okhotsk sans pour autant approcher les côtes. Elle vit dans les peuplements de mélèzes et dans les plaines inondables. La Sittelle de Sibérie jouit d'une aire de répartition vaste et ses effectifs sont présumés stables ; l'Union internationale pour la conservation de la nature considère donc cet oiseau comme de « préoccupation mineure ».

## Description
La Sittelle de Sibérie est une sittelle de taille moyenne, mesurant environ 15 cm de longueur. Les parties supérieures sont gris bleuté et les parties inférieures très blanches. Elle est assez similaire aux sous-espèces à poitrine blanche de la Sittelle torchepot rencontrées dans les régions les plus nordiques, mais se caractérise par une taille en moyenne plus importante et par plusieurs particularités anatomiques plus ou moins aisées à identifier. Les parties supérieures sont bleu-gris plomb, comme chez la sous-espèce S. europaea amurensis, mais plus sombres que pour toutes les autres sous-espèces de la Sittelle torchepot. Le trait loral, noir, est plus fin et plus court que chez cette dernière. Les ornithologues Yaroslav Red'kin et Maria Konovalova du muséum de Moscou disent qu'il n'y a pas ou peu de marque claire sur le front et au-dessus de ce trait noir, comme en ont certaines sous-espèces de S. europaea. Dans sa monographie sur les mésanges, sittelles et grimpereaux, Simon Harrap affirme quant à lui que les marques blanches sont plus marquées chez la Sittelle de Sibérie. Le brun roux du croupion s'étend plus loin sur les flancs ; les couvertures sous-alaires sont gris sombre (et non pâles), les rectrices externes sont blanches sur plus de la moitié de leur longueur et il n'y a aucun dimorphisme sexuel apparent.
Le bec est plus long et étroit que chez les différentes sous-espèces de la Sittelle torchepot, avec le bord de la mandibule supérieure (le culmen) complètement ou presque droit et le bord de la mandibule inférieure courbé vers le haut ; la base du bec est densément couverte de longues plumes. L'aile est plus pointue, la septième rémige primaire égalant en taille la seconde rémige, alors qu'elle est plus petite chez la Sittelle torchepot. Le tarse est plus court (en absolu) que pour toutes les sous-espèces de celle-ci mais la griffe arrière est nettement plus développée, égalant en longueur le doigt qui en est pourvu (autour de 10 mm). Le mâle mesure 14,8 cm en moyenne, contre 15,1 cm pour la femelle, pour des envergures respectives de 25,7 cm et 25,2 cm. Chez le mâle et la femelle respectivement, l'aile pliée mesure en moyenne 86,4 mm et 83,9 mm, le bec 18,6 mm et 19,1 mm, la queue 49,9 mm et 46,7 mm et le tarse 17,0 mm et 16,9 mm. Le mâle adulte pèse environ 21,2 g et deux femelles pesées faisaient 19,7 et 22,1 grammes.

Comparaison des pattes entre 1. Sittelle torchepot (S. e. asiatica) et 2. Sittelle de Sibérie, d'après Redkin & Konovalova (2006)[7].
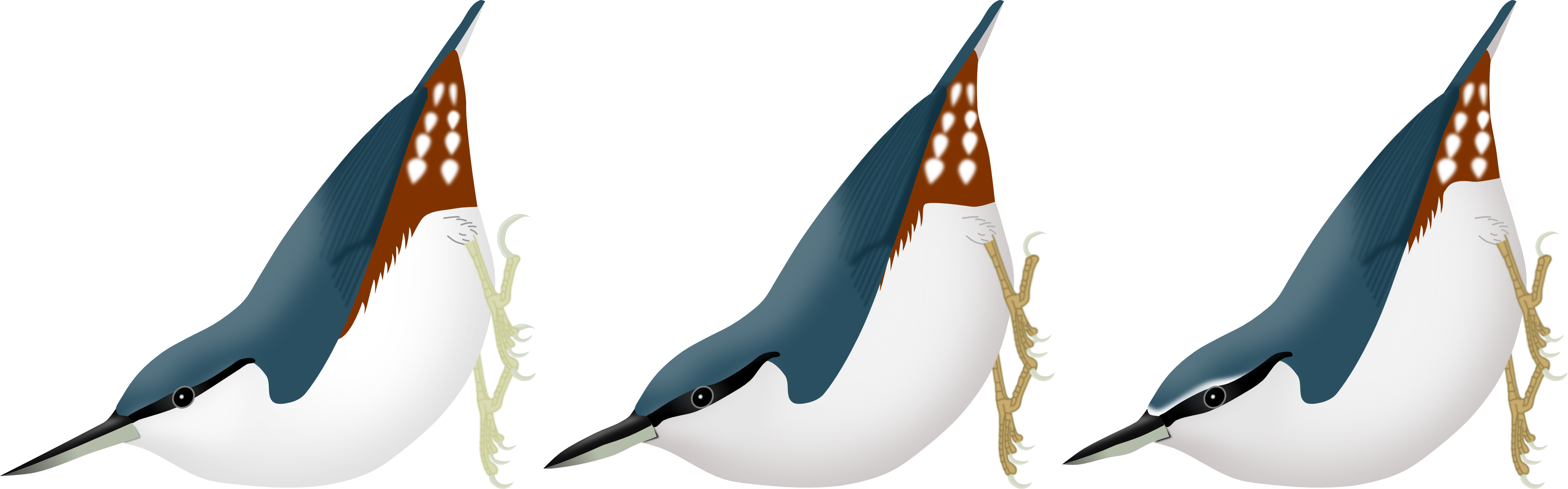
De gauche à droite, Sitta arctica, S. europaea europaea et S. e. asiatica. Chez la Sittelle de Sibérie, noter le bec droit et fin, le trait loral noir plus fin et plus court, le roux du croupion s'étendant sur les flancs et la grande griffe arrière.

## Écologie et comportement

### Voix
Le chant est puissant. Quelques sonagrammes de cris et de chants de la Sittelle de Sibérie sont publiés en 1996, et la voix est décrite comme « différant nettement » de celle de la torchepot, mais sans précision supplémentaire,.

### Reproduction
Les données disponibles sur l'écologie de l'espèce sont très parcellaires. Des observations en 1994 ont montré que les couples étaient déjà formés le 15 mai. Comme d'autres sittelles, et notamment la Sittelle torchepot, cette espèce réutilise à l'occasion le nid d'un Pic épeiche (Dendrocopos major) et en maçonnent l'entrée avec de la boue afin d'en réduire le diamètre. Les jeunes observés ont pris leur envol entre le 30 juin et le 4 juillet.
Durant l'automne et l'hiver, la Sittelle de Sibérie effectue des migrations, formant des volées mixtes avec les sous-espèces S. e. asiatica et S. e. baicalensis de la Sittelle torchepot,.

## Répartition et habitat

Distribution de l'espèce en Asie de l'Est, d'après Redkin & Konovalova (2006).

Cette espèce est endémique de Russie et vit dans le centre et le nord-est de la Sibérie. À l'ouest, sa répartition commence aux alentours du 105e méridien est, près des parties supérieures de la Toungouska inférieure et du bassin du Viliouï au nord (jusqu'aux alentours du 65e ou du 67e parallèle nord) et de celles de la Léna au sud. À l'est, elle ne dépasse pas les bas cours de l'Anadyr, le nord-ouest des monts Koryak et les sources de la Penjina. La répartition de la Sittelle de Sibérie n'atteint pas les zones côtières, ni de la mer de Béring ni de celle d'Okhotsk,. L'essentiel de sa répartition s'arrête au sud, là où celle de la sous-espèce asiatica de la Sittelle torchepot commence, et à l'est elle est remplacée dans la péninsule du Kamtchatka par S. e. albifrons.
La Sittelle de Sibérie peuple les forêts de mélèzes (Larix sp.) mais également les plaines inondables,.

## Systématique

### Taxinomie

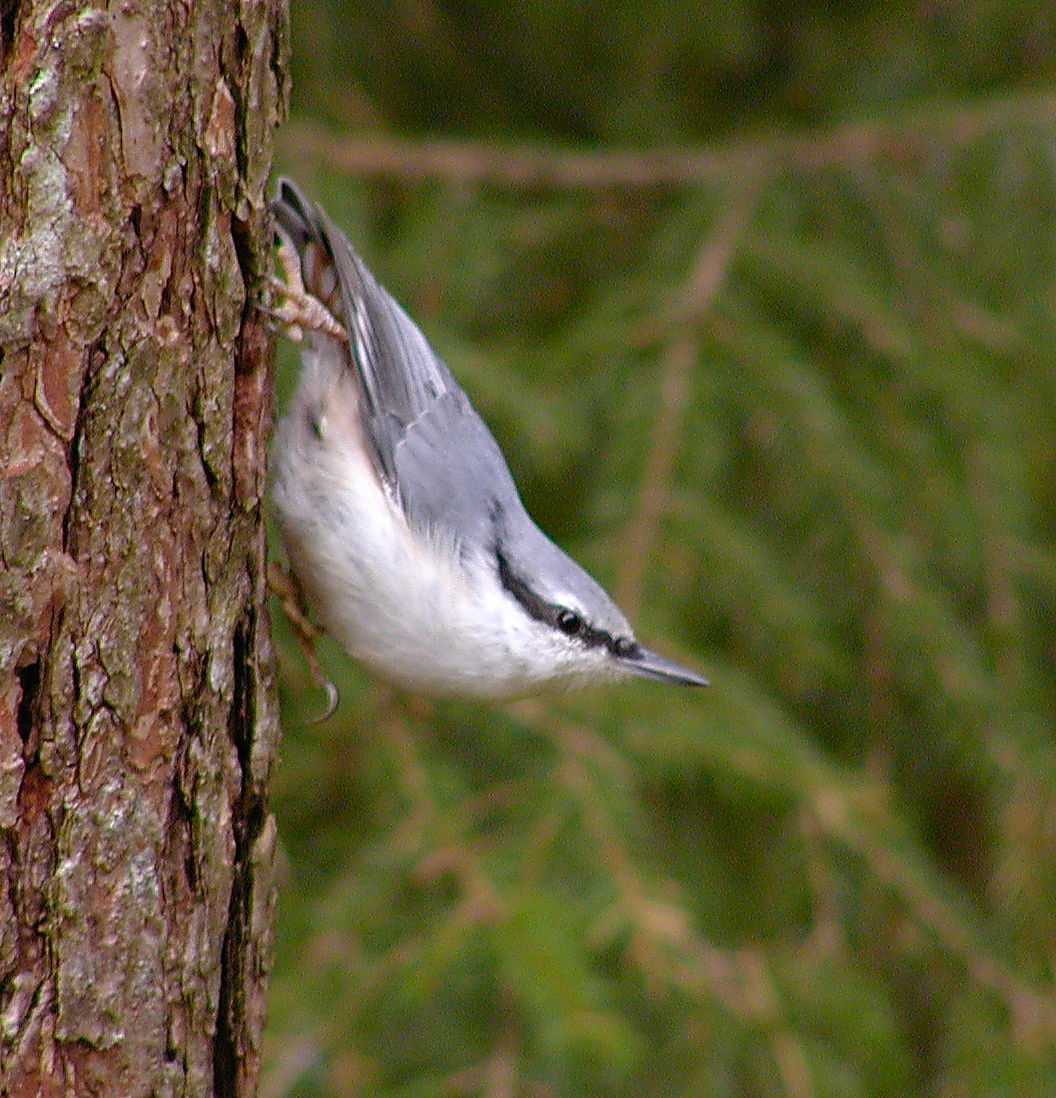
La Sittelle torchepot, ici la sous-espèce nominale S. e. europaea, ressemble fortement à la Sittelle de Sibérie mais elles ne sont pas directement apparentées, parmi les sittelles.

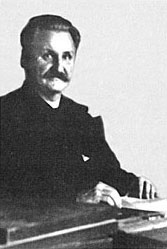
Sergei Buturlin décrit la Sittelle de Sibérie en 1907.

Sitta arctica est décrite par l'ornithologue russe Sergei Buturlin en 1907, d'après un spécimen (holotype) provenant de Verkhoïansk. En 1916, le même auteur propose un découpage de la famille des Sittidae en plusieurs sous-familles, genres et sous-genres ; Sitta arctica est alors placée dans un genre à part entière, Arctositta Buturlin, 1916, l'auteur jugeant sa morphologie suffisamment distincte des autres sittelles,. En 1928, Otto Kleinschmidt rapproche le genre Arctositta du groupe de la Sittelle torchepot (S. europaea), et la Sittelle de Sibérie est par la suite considérée comme une sous-espèce Sitta europaea arctica de la Sittelle torchepot, excepté pour Andrzej Dunajewski et Siegfried Eck, qui la traitent ponctuellement comme une espèce à part entière, mais dans le genre Sitta.
En 2006, Red'kin et Konovalova font une révision complète des sous-espèces d'Asie de l'Est de la Sittelle torchepot, et proposent d'élever définitivement la sous-espèce S. e. arctica au rang d'espèce, pour tenir compte de sa morphologie clairement distincte des autres sous-espèces et du fait que la Sittelle de Sibérie vit partiellement en sympatrie avec Sitta europaea sans s'hybrider (ou très peu) pour autant. Ces analyses morphologiques sont concordantes avec des analyses de l'ADN mitochondrial également réalisées en 2006, qui montraient une grande divergence (10 % pour le gène ND2) entre arctica et europaea. La décision est notamment suivie par Nigel J. Collar et John D. Pilgrim en 2007 et reprise par le Congrès ornithologique international dans sa version 1.6 (30 juin 2008). Dans le découpage en sous-genres du genre Sitta, peu utilisé, la Sittelle de Sibérie est placée dans Sitta (Sitta) Linnaeus, 1758. Selon le Congrès ornithologique international et Alan P. Peterson, aucune sous-espèce n'est distinguée,.

### Phylogénie
- clade statistiquement peu soutenu
  - Sittelle superbe (S. formosa)
  - 
    - 
      - Sittelle des rochers (S. tephronota)
      - Sittelle de Neumayer (S. neumayer)

    - 
      - Sittelle de Sibérie (S. arctica)
      - 
        - 
          - 
            - 
              - Sittelle du Cachemire (S. cashmirensis)
              - 
                - Sittelle d'Indochine (S. neglecta)
                - Sittelle de Blyth (S. cinnamoventris)
                - Sittelle indienne (S. castanea)

            - Sittelle des Naga (S. nagaensis)

          - Sittelle torchepot (S. europaea)
            - 
              - « Sittelle d'Europe »
(sous-espèces rubiginosa, hispaniensis, europaea,
cisalpina, caesia, persica et caucasica)
              - « Sittelle d'Asie »
(sous-espèces baicalensis, asiatica, amurensis,
sakhalinensis, albifrons et clara)

            - « Sittelle orientale »
(sous-espèces formosana et sinensis)

        - 
          - Sittelle de l'Himalaya (S. himalayensis)
          - Sittelle du Victoria (S. victoriae)

En 2014, Éric Pasquet et al. publient une phylogénie fondée sur l'ADN nucléaire et mitochondrial de 21 espèces de sittelles. Le groupe « europaea » est rapproché des deux sittelles des milieux rocheux, la Sittelle de Neumayer (S. neumayer) et la Sittelle des rochers (S. tephronota), et ces deux clades divergent l'un de l'autre il y a treize millions d'années. Au sein du groupe « europaea », la Sittelle de l'Himalaya (S. himalayensis) — et par conséquent la Sittelle du Victoria (S. victoriae), bien qu'elle ne soit pas incluse dans l'étude — apparaît comme basale, et la Sittelle torchepot est rapprochée de la Sittelle des Naga (S. nagaensis) et de la Sittelle du Cachemire (S. cashmirensis). La Sittelle indienne (S. castanea), la Sittelle de Blyth (S. cinnamoventris), la Sittelle d'Indochine (S. neglecta) et la Sittelle de Sibérie (S. arctica) ne sont pas incluses dans l'étude. Toutes les espèces du groupe « europaea » maçonnent l'entrée de leur nid. En 2020 paraît une nouvelle phylogénie couvrant le genre de façon plus exhaustive : elle inclut notamment les quatre espèces mentionnées précédemment. Elle utilise trois gènes mitochondriaux et deux nucléaires. Les trois espèces du sud du continent asiatique (Sittelles indienne, de Blyth et d'Indochine) sont rapprochées de la Sittelle du Cachemire, mais étonnamment, la Sittelle de Sibérie est située sur une branche propre, assez distante de la Sittelle torchepot dont elle était pourtant longtemps considérée comme une sous-espèce.

### Biogéographie
En 1996, l'ornithologue russe Vladimir Leonovitch et ses collaborateurs proposent une hypothèse biogéographique pour expliquer la différenciation des sittelles dans le nord-est sibérien. Lors des glaciations du Pléistocène, certains refuges glaciaires semblent avoir permis la survie d'au moins une partie de la faune et de la flore sibériennes. Des populations apparentées à Sitta europaea auraient pu survivre dans ces zones refuges, en l'occurrence le bassin de l'Anadyr, où Sitta arctica aurait pu se différencier, et le sud du Kamtchatka dans lequel la sous-espèce S. e. albifrons aurait pu diverger des autres sous-espèces de la Sittelle torchepot.

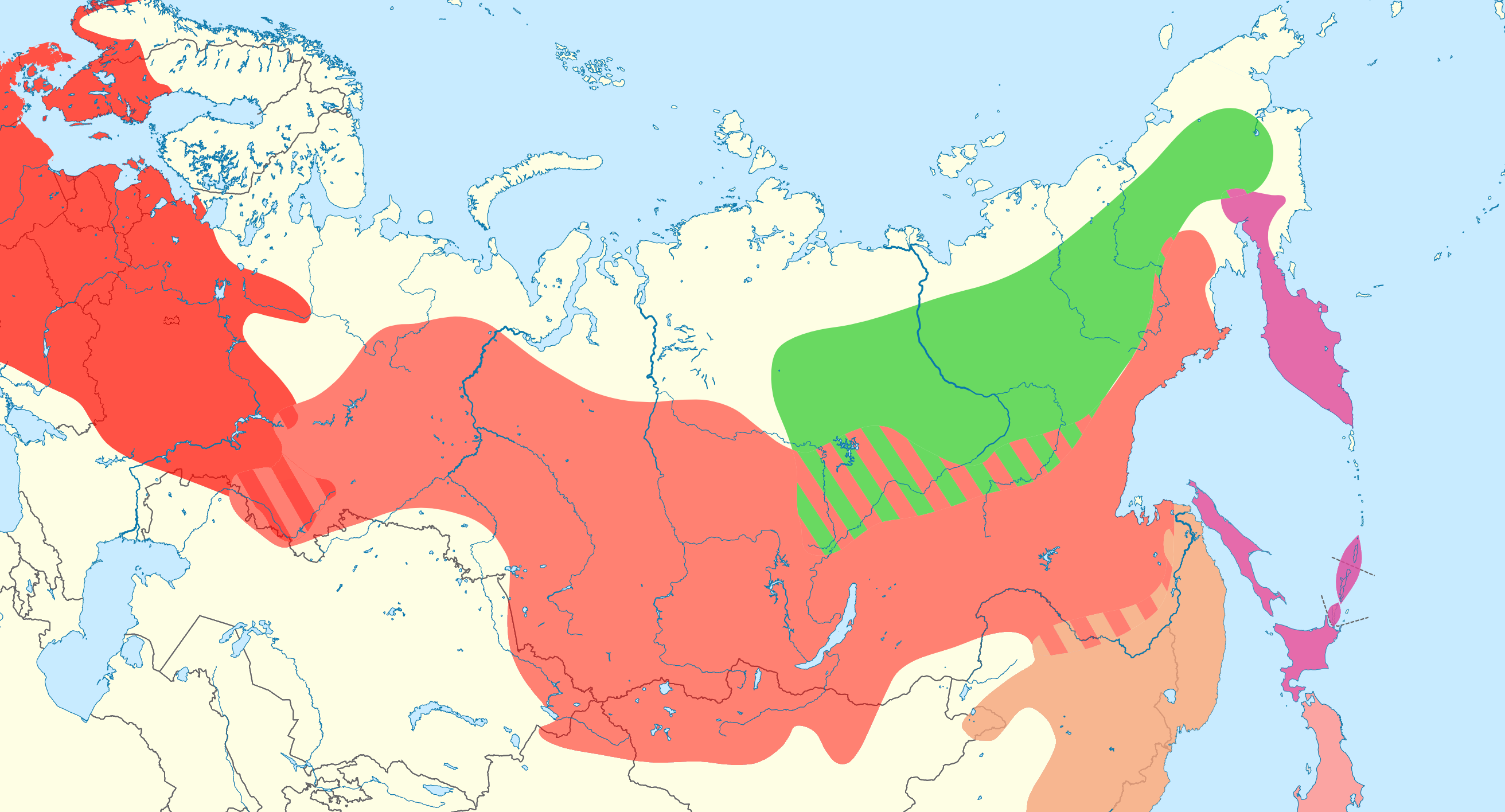
Carte de répartition de la Sittelle de Sibérie et des différentes sous-espèces de la Sittelle torchepot en Asie :

| - Sitta arctica - Sitta europaea europaea | - Sitta europaea asiatica - Sitta europaea albifrons | - Sitta europaea amurensis - Sitta europaea amurensis forme « hondoensis » |

## Menaces et protection
Le niveau de menace de la Sittelle de Sibérie est évalué par l'Union internationale pour la conservation de la nature en octobre 2016, qui considère l'espèce comme de « préoccupation mineure ». En effet, selon les données de BirdLife International l'aire de répartition de cet oiseau est vaste, couvrant 3 910 000 km2, et ses populations importantes et stables, ne justifiant pas de présager d'un niveau de menace plus élevé.